# Réméréville
Réméréville – miejscowość i gmina we Francji, w regionie Grand Est, w departamencie Meurthe i Mozela.
Według danych na rok 1990 gminę zamieszkiwało 376 osób, a gęstość zaludnienia wynosiła 28 osób/km² (wśród 2335 gmin Lotaryngii Réméréville plasuje się na 681. miejscu pod względem liczby ludności, natomiast pod względem powierzchni na miejscu 402.).